# Regina Spektor
Regina Ilínichna Spektor (en ruso: Регина Спектор /rʲɪˈɡʲinə ˈspʲɛktər/) (Moscú; 18 de febrero de 1980), conocida como Regina Spektor, es una cantante, compositora y pianista rusa nacionalizada estadounidense.[cita requerida]

## Biografía

### Primeros años e infancia
Nació el 18 de febrero de 1980 en Moscú, Unión Soviética, en el seno de una familia judía. Su padre, Ilya Spektor se desempeñaba como fotógrafo profesional y era además violinista aficionado, mientras que su madre era profesora de música y enseñaba en un conservatorio local. Fueron ellos los que la involucraron en la música en primera instancia, principalmente con las lecciones de piano que le impartía su madre en un viejo Petrof en su casa. A la edad de siete años heredó el viejo piano familiar y comenzó a tomar clases en un conservatorio de Moscú, donde el riguroso programa de enseñanza le procuró la técnica y las nociones básicas del instrumento. Asimismo en su hogar se escuchaba y tocaba mayormente música clásica de Mozart, Chopin y Rajmáninov. Su padre, por otro lado, también coleccionaba discografía de The Beatles, Queen, The Moody Blues, Toto Cutugno y Édith Piaf.
La familia emigró de Rusia en 1989, durante la Perestroika, cuando a los ciudadanos rusos se les permitió salir del país. Una de las razones principales de esta decisión fue el hostigamiento y antisemitismo propiciados debido a su condición de judíos. Tenía nueve años y medio cuando ingresaron a los Estados Unidos, donde fueron admitidos en calidad de refugiados y acogidos por la sociedad Hebrew Immigrant Aid Society (HIAS). No hablaba inglés cuando llegó al país. Años más tarde en una entrevista en televisión confesó que el exilio, lejos de ser un proceso traumático para ella fue «divertido y emocionante», aunque no de igual manera para sus padres.
HIAS logró establecer a la familia Spektor en el barrio neoyorquino de Bronx, precisamente en la calle 231. Con ellos convivió también Rosa, tía de Spektor por parte de su madre, junto con su hija Marsha. Debido a que su piano fue abandonado en Rusia y a los problemas económicos que afrontó su familia durante esos primeros años, se privó de la música por el resto de su infancia, practicando esporádicamente en el piano de una sinagoga local. Una noche volviendo del trabajo en el metro de Nueva York, su padre entabló una conversación casual con el violinista Samuel Marder, cuando le llamó la atención el instrumento que llevaba —dado que Ilya también tocaba el violín— y porque reconoció su acento ídish. Como ambos compartían el interés por la música clásica, Marder invitó a la familia Spektor a su casa para compartir una velada junto a su esposa, la pianista Sonia Vargas. Allí tuvieron la oportunidad de escuchar un repertorio completo de la pareja de músicos y Regina preguntó a Sonia si podría dictarle clases de piano, a lo que esta accedió y de manera gratuita.
Continuó sus estudios de piano en la Escuela de Música de Manhattan (Manhattan School of Music). Se graduó tempranamente en estudio de la composición en el conservatorio del Purchase College.

## Carrera musical
Durante su adolescencia fue descubriendo nuevos estilos musicales, básicamente pop y jazz, que fueron llevando sus pasos hacia terrenos alejados de su primera formación clásica. Dice haber descubierto a Radiohead a los 21, a Tom Waits a los 22 gracias a cintas que le grababan sus amigos.
Amiga y telonera de The Strokes (y voz femenina en Modern Girls and Old Fashion Men, canción que interpretó a dúo con Julian Casablancas), el productor de los dos primeros discos de estos, Gordon Raphael conoció uno de los dos primeros discos —11:11 y Songs— grabados de forma casera y autoeditados por la joven Regina Spektor. El hombre le propuso grabar unas canciones en su estudio.
En los últimos años ha pasado de tocar ante pequeñas pero entregadas audiencias en lugares como el Sidewalk Café (uno de los centros neurálgicos de la movida anti-folk en Manhattan) y otros garitos similares del Lower East Side neoyorquino por llenar lugares con aforos superiores a las mil personas como el Irving Plaza de Nueva York o el Shepherd’s Bush Empire de Londres.
Tras editar en 2003 Soviet Kitsch de la mano de Bety Hernández en el Reino Unido y Sire en Estados Unidos —su primer álbum comercial— Regina Spektor ha dado un nuevo paso en su carrera hacia la normalización de un sonido que hasta ahora siempre se había basado en los timbres de su voz, su versátil técnica al piano, y, ocasionalmente, una baqueta con la que golpeaba la silla donde se sentaba a tocar el piano.
Regina Spektor tardó dos meses en grabar Begin To Hope (Warner, 2006), mucho más tiempo del que se había tomado nunca hasta ahora para grabar uno de sus discos: Songs se grabó en 1 solo día, y Soviet Kistch en 10, en un estudio profesional con la ayuda del productor David Kahne. En 2007 participó en el disco Instant Karma: The Campaign to Save Darfur con un cóver de la canción Real Love de John Lennon. En 2008 apareció en la banda sonora de Las crónicas de Narnia: el príncipe Caspian con la canción The Call. También grabó Far, que vio la luz el 22 de junio de 2009 y ese mismo año participó en la banda sonora de la película (500) Days of Summer con las canciones Us y Hero, siendo una de estas incluida en el inicio de la película y el tráiler de esta misma.
En 2010 participó dos veces para la asociación internacional Médicos sin fronteras. El 23 de marzo de ese año organizó un concierto en Nueva York para recaudar fondos para la entidad. El 27 de abril lanzó el sencillo «No Surprises», una versión de la canción original de la banda Radiohead, en descarga digital en iTunes. Todas las ventas del sencillo fueron destinadas al fondo de emergencia y socorro (Emergency Relief Fund) de Médicos sin fronteras para las víctimas de los terremotos de Haití y Chile ocurridos ese año.

### 2012-2013What We Saw from the Cheap Seats
En 20 de noviembre de 2011 Regina Spektor escribió un mensaje en su Facebook que anunciaba lo que será su próximo álbum de estudio que decía así:

Estoy muy contenta por anunciar que el pasado verano grabé un nuevo disco con Mike Elizondo en Los Ángeles. Ya lleva un tiempo terminado, pero no tenía ni idea de cuando se publicaría hasta ahora. Estamos trabajando para tenerlo todo preparado y lanzarlo en mayo (2012) pero seguro que compartiré algo con ustedes antes de esa fecha.

En 2012 ofreció su primer concierto en su país natal, Rusia.
En 2013 colaboró nuevamente con la productora de televisión Jenji Kohan y lanzó el sencillo «You’ve Got Time», cortina musical de la serie original para Netflix Orange Is the New Black. La canción estuvo disponible por streaming y para su descarga digital el 11 de julio, antes del estreno del programa. Esto significó la primera vez que Spektor escribió una pista original exclusivamente para un show de televisión. La grabación se llevó a cabo en Los Ángeles entre diciembre de 2012 y febrero de 2013. Kohan y la cantante trabajaron juntas basándose en la premisa y el guion del show. La cantante tuvo además acceso a material rodado en crudo para terminar de concebir la canción. Musicalmente «You've Got Time» incorpora vocales y ritmos de guitarra eléctrica «agresivos» pero se ameniza durante el puente; la lírica aborda el concepto del programa sobre el sistema penitenciario y refleja mensajes de perdón y redención.
«You've Got Time» obtuvo una nominación en la categoría Mejor canción para medio visual en la 56.ª entrega de los Grammy, primera vez que un trabajo de Spektor es incluido en estos premios.

## Estilo
Regina Spektor ha creado un gran número de canciones. Sin embargo, nunca planeó escribir ella misma las letras aunque, según la cantante, "las canciones parecen seguirla".
Las canciones de Spektor normalmente no son autobiográficas, más bien están basadas en escenarios y personajes imaginarios creados por ella misma.
Sus canciones están influenciadas por el folk, punk, rock, hip hop, jazz y música clásica.
Spektor afirma que trabaja duro para asegurarse de que cada canción tenga un estilo musical propio, en lugar de tratar de crear un estilo musical en concreto.
En cuanto al proceso creativo, Regina ha expresado que le resulta difícil explicar el significado de las letras de las canciones y «que no significan demasiado para ella»; lo más ama es «que cada uno tenga "su momento" con ellas». No suele anotar o grabar ideas nuevas a la hora de componer, por lo que muchas de sus canciones se pierden con el paso del tiempo debido al olvido de la cantante, algunas inéditas o tocadas en pocos conciertos. El explicar el significado de estas tampoco es algo que la artista haga a menudo. La lírica de sus obras normalmente versa sobre relaciones personales, cuestiones metafísicas, historias cotidianas o temas sociales. Algunas publicaciones se han referido a ella como «narradora de historias».
Se ha comparado el estilo musical de la cantante con el de artistas como Paul McCartney. Rolling Stone incluso la consideró «la Joni Mitchell de su generación».

## Imagen pública y vida personal

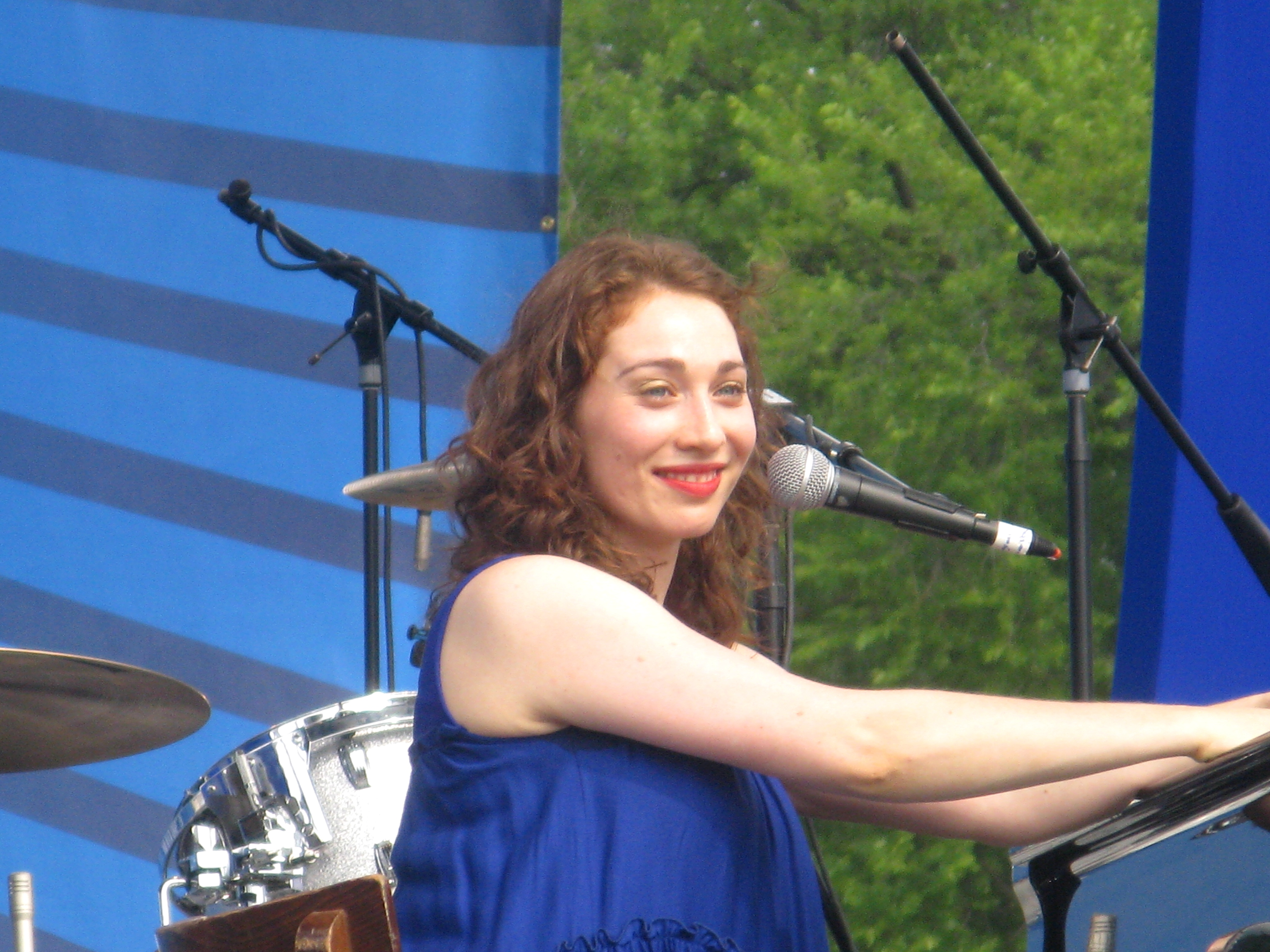
Regina Spektor en 2008.

A pesar de sus raíces judías, Spektor ha declarado sobre sus creencias personales «la mitad del tiempo no sé exactamente qué es lo que creo», y sobre su religión «a veces soy sarcástica sobre la religión, otras veces me produce temor, a veces estoy enojada con ella y otras veces me encanta». En una nota sobre uno de sus conciertos, el sitio web de la BBC destacó el trasfondo multicultural de la cantante que se vio reflejado «con muchas referencias sobre la religión e ideologías políticas entre canciones».
La cantante ha simpatizado con la comunidad LGBT. Durante 2009, junto con su discográfica EMI Records, concedió permiso al colectivo estadounidense progresista Courage Campaign de utilizar «Fidelity» en una campaña a favor de los matrimonios entre personas del mismo sexo. La canción de la cantautora fue cortina musical del video «Don't Divorce Us», parte de la campaña para recaudar firmas en contra de la Proposición 8 de California, cuya aprobación modificó la Constitución de ese estado y determinó la nulidad de miles de matrimonios igualitarios. Spektor ha declarado que el video «es el uso más lindo de (su) canción» y calificó la oposición de ciertos sectores a este tipo de uniones como «tan embarazosa como las fuentes exclusivas para personas blancas», comparándola directamente con la actitud racista de la segregación racial que sufrió Estados Unidos en el siglo xx. Un año antes, la cantante había participado en tres shows de la gira musical anual de Cyndi Lauper, True Colors Tour para recaudar fondos para causas de la comunidad LGBT. En su perfil en Myspace declaró públicamente «los derechos de los gais, en un país libre y equitativo, deberían ser absolutos. Ése es el punto de la igualdad, es igual para todos (..)». Conjuntamente reivindicó la separación del Estado y la religión. En 2010 tocó en un concierto a beneficio de la organización Planned Parenthood.
En noviembre de 2011 contrajo matrimonio con el también cantante y compositor ruso naturalizado estadounidense Jack Dishel, más conocido por su nombre artístico Only Son. El 1 de abril de 2014 Regina Spektor anunció públicamente en su perfil de Facebook el nacimiento de su primer hijo. Tanto la cantante como su esposo no han dejado trascender la fecha del nacimiento ni el nombre, aunque si aclararon que se trata de un varón.
En 2019 la Ciudad de Nueva York declaró el 11 de junio como el "Día de Regina Spektor" en honor a la cantante. La proclamación se dio en el marco del 7.ª Evento anual de herencia rusa de la ciudad.

## Discografía
Los primeros dos álbumes de Spektor 11:11 y Songs fueron lanzados exclusivamente en los Estados Unidos mientras que los siguientes. El álbum recopilatorio Mary Ann Meets the Gravediggers and Other Short Stories, contiene canciones de los tres primeros álbumes de Spektor. También ha participado en la banda sonora de la película Las crónicas de Narnia: el príncipe Caspian, con su sencillo The Call y en la banda sonora de Dan in real life en colaboración con Sondre Lerche en el tema "Hell no".
| - 2001: 11:11 - 2002: Songs - 2004: Soviet Kitsch - 2006: Begin to hope - 2009: Far - 2012: What We Saw from the Cheap Seats - 2016: Remember Us to Life - 2022: Home, Before and After - 2006: Mary Ann Meets the Gravediggers and Other Short Stories | - 2010: Live in London - 2008: Las crónicas de Narnia: el príncipe Caspian - 2009: (500) Days of Summer - 2009: My Sister's Keeper - 2010: Love and Other Drugs - 2010: Wild Target - 2013: Orange Is the New Black - 2016: Kubo and the Two Strings - 2019: Bombshell |

## Premios y nominaciones
| Año  | Premios                             | Trabajo nominado                    | Categoría                       | Resultado | Ref.   |
| ---- | ----------------------------------- | ----------------------------------- | ------------------------------- | --------- | ------ |
| 2006 | Premio de música Shortlist          | Begin to Hope                       | Mejor álbum                     | Nominado  | [ 30 ] |
| 2012 | MTV Video Music Awards 28.ª edición | Video musical de «All the Rowboats» | Dirección de arte               | Nominado  | [ 31 ] |
| 2014 | Premios Grammy 56.ª entrega         | «You've Got Time»                   | Mejor canción para medio visual | Nominado  |        |